# Außerordentlicher FDP-Bundesparteitag 2025

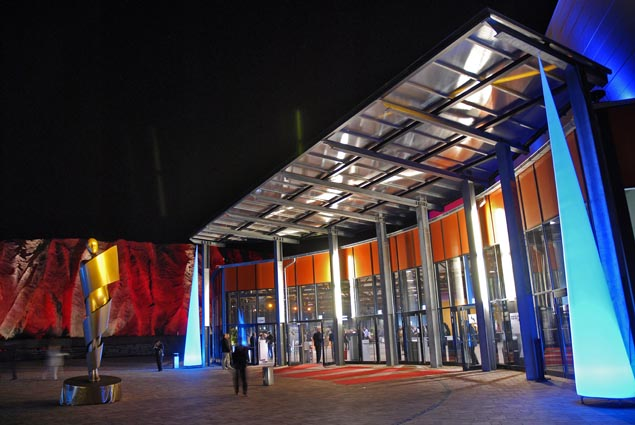
Die Tagungshalle Metropolis in Potsdam

Der außerordentliche Bundesparteitag 2025 der FDP fand am 9. Februar 2025 in der Metropolis-Halle, Potsdam, statt. Es handelte sich um den 28. außerordentlichen Bundesparteitag der FDP in der Bundesrepublik Deutschland.

## Ablauf
Auf dem Parteitag wurde ein Wahlaufruf zur zwei Wochen später stattfindenden Bundestagswahl 2025  beschlossen und drei Wochen später stattfindenden Bürgerschaftswahl in Hamburg aufgerufen.